# Ortocentriskt system
| Figur 1De fyra punkterna A {\displaystyle A} , B {\displaystyle B} , C {\displaystyle C} och D {\displaystyle D} bildar ett ortocentriskt system, eftersom om tre av dem är hörn i en triangel, så är den fjärde denna triangels ortocentrum. Figuren visar de fyra möjliga trianglarna (ljusblå). De respektive trianglarnas sidor svarta (med streckade förlängningar) och de tre höjderna i respektive triangel är gröna. Punkterna E {\displaystyle E} , F {\displaystyle F} och G {\displaystyle G} är höjdernas fotpunkter på sidorna. |  | Figur 2Samma ortocentriska system som i figur 1, men med niopunktscirkeln (blå) utritad och de nio till denna hörande punkterna markerade med orange. Punkterna E {\displaystyle E} , F {\displaystyle F} och G {\displaystyle G} är höjdernas fotpunkter på sidorna, medan M X Y {\displaystyle M_{XY}} markerar mittpunkten på sträckan X Y ¯ {\displaystyle {\overline {XY}}} , där X {\displaystyle X} och Y {\displaystyle Y} är två av de i det ortocentriska systemet ingående punkterna. |
| Figur 1 De fyra punkterna {\displaystyle A}, {\displaystyle B}, {\displaystyle C} och {\displaystyle D} bildar ett ortocentriskt system, eftersom om tre av dem är hörn i en triangel, så är den fjärde denna triangels ortocentrum. Figuren visar de fyra möjliga trianglarna (ljusblå). De respektive trianglarnas sidor svarta (med streckade förlängningar) och de tre höjderna i respektive triangel är gröna. Punkterna {\displaystyle E}, {\displaystyle F} och {\displaystyle G} är höjdernas fotpunkter på sidorna.                 |  | Figur 2 Samma ortocentriska system som i figur 1, men med niopunktscirkeln (blå) utritad och de nio till denna hörande punkterna markerade med orange. Punkterna {\displaystyle E}, {\displaystyle F} och {\displaystyle G} är höjdernas fotpunkter på sidorna, medan {\displaystyle M_{XY}} markerar mittpunkten på sträckan {\displaystyle {\overline {XY}}}, där {\displaystyle X} och {\displaystyle Y} är två av de i det ortocentriska systemet ingående punkterna.                        |

Ett ortocentriskt system är inom plangeometri en uppsättning av fyra punkter, där tre av dem (vilka tre som helst) bildar hörn i en triangel och den fjärde punkten bildar denna triangels ortocentrum. För alla trianglar som inte är rätvinkliga gäller att de tre hörnen tillsammans med triangelns ortocentrum bildar ett ortocentriskt system. Det innebär att två av ursprungstriangelns hörn och denna triangels ortocentrum kan bilda en ny triangel, vars ortocentrum ligger i det tredje "överblivna" ursprungliga hörnet.

## Grunder
För ortocentriska system gäller:
- Alla de fyra trianglar som kan bildas med tre av de fyra punkterna som hörn delar niopunktscirkel.
- Medelpunkterna i de omskrivna cirklarna till de fyra trianglar som kan bildas med hörn i tre av de fyra punkterna bildar ett ortocentriskt system. Detta system är kongruent med det ursprungliga systemet, men vridet 180° kring niopunktscirkelns medelpunkt. Detta system delar således även niopunktscirkel med det ursprungliga systemet.
- De omskrivna cirklarna till de fyra olika trianglarna har samma radie. Detta kan omformuleras som:
  - Den omskrivna cirkeln till en triangel har samma radie som den omskrivna cirkeln till två av dess hörn och dess ortocentrum.
- Summan av kvadraterna på avståndet mellan två punkter och på avståndet mellan de två övriga är lika med kvadraten på de omskrivna cirklarnas diameter.
- Tyngdpunkterna i de fyra trianglar, som kan bildas av tre av de fyra punkterna som hörn, bildar ett ortocentriskt system vridet 180° i förhållande till det ursprungliga systemet, men bara en tredjedel så stort.

Dessutom kan läggas:
- Medelpunkterna till de tre vidskrivna cirklarna och den inskrivna cirkeln till en valfri triangel bildar ett ortocentriskt system.

## Bevis och allmänna resonemeng

### Existensbevis
| Figur 3Samma ortocentriska system som i figurerna 1 och 2, med niopunktscirkel (blå, med medelpunkt i N {\displaystyle N} ) och medelpunkterna i de omskrivna cirklarna till vardera av systemets fyra trianglar O X {\displaystyle O_{X}} (där X {\displaystyle X} anger vilken punkt som är ortocentrum i respektive triangel). |  | Figur 4De omskrivna cirklarna till det ortocentriska systemet A B C D {\displaystyle ABCD} . |
| Figur 3 Samma ortocentriska system som i figurerna 1 och 2, med niopunktscirkel (blå, med medelpunkt i {\displaystyle N}) och medelpunkterna i de omskrivna cirklarna till vardera av systemets fyra trianglar {\displaystyle O_{X}} (där {\displaystyle X} anger vilken punkt som är ortocentrum i respektive triangel).         |  | Figur 4 De omskrivna cirklarna till det ortocentriska systemet {\displaystyle ABCD}.         |

| Figur 5. |  | Figur 6 |
| Figur 5. |  | Figur 6 |

Betrakta de fyra trianglarna i figur 1 och utgå från den övre vänstra triangeln {\displaystyle \triangle ABC} med höjderna {\displaystyle {\overline {AF}}} från hörnet {\displaystyle A} till sidan {\displaystyle {\overline {BC}}}, {\displaystyle {\overline {BG}}} från hörnet {\displaystyle B} till sidan {\displaystyle {\overline {AC}}} och {\displaystyle {\overline {CE}}} från hörnet {\displaystyle C} till sidan {\displaystyle {\overline {AB}}}. Dessa tre höjder skär varandra i triangelns ortocentrum {\displaystyle D}. De till hörnen motstående sidorna skärs av dessa tre höjder i rät vinkel i höjdernas fotpunkter {\displaystyle F}, {\displaystyle G} respektive {\displaystyle E}. Betrakta nu triangeln {\displaystyle \triangle ACD} längst upp till höger i figuren. I denna triangel är {\displaystyle {\overline {DG}}} höjd från hörnet {\displaystyle D} till sidan {\displaystyle {\overline {AC}}}, {\displaystyle {\overline {AE}}} från hörnet {\displaystyle A} till (förlängningen av) sidan {\displaystyle {\overline {CD}}} och {\displaystyle {\overline {CF}}} från hörnet {\displaystyle C} till (förlängningen av) sidan {\displaystyle {\overline {AD}}}. Förlängingen av dessa tre höjder skär varandra i punkten {\displaystyle B}, vilken således är ortocentrum till {\displaystyle \triangle ACD}. På samma sätt visas att {\displaystyle C} är ortocentrum till {\displaystyle \triangle ABD} nederst till vänster och att {\displaystyle A} är ortocentrum till {\displaystyle \triangle BCD} nederst till höger och beviset är därmed klart för att för att fyra punkter av vilka tre är hörn i en triangel och den fjärde är denna triangels ortocentrum bildar ett ortocentriskt system och att vilken som helst av dessa punkter är ortocentrum till den triangel som bildas med de tre övriga punkterna som hörn.

### Niopunktscirkel och Eulerlinje
Att alla de fyra trianglarna som kan bildas av tre av de i det ortocentriska systemet har samma niopunktscirkel följer direkt ur att de alla fyra delar fotpunkter för höjder. Se figur 2. Exempelvis är punkten {\displaystyle E} fotpunkt till hörnet {\displaystyle C} på sidan {\displaystyle {\overline {AB}}} i {\displaystyle \triangle ABC}, till {\displaystyle D} på {\displaystyle {\overline {AB}}} i {\displaystyle \triangle ABD},  till {\displaystyle A} på {\displaystyle {\overline {CD}}} i {\displaystyle \triangle ACD} och  till {\displaystyle B} på {\displaystyle {\overline {CD}}} i {\displaystyle \triangle BCD}. Dessa tre punkter ligger således på alla fyra trianglarnas niopunktscirklar och, eftersom endast en cirkel kan gå genom samma tre punkter, måste de fyra niopunktscirklarna sammanfalla.
Även de sex övriga punkterna på niopunktscirklarna sammanfaller då mittpunkterna på de sex sträckorna mellan de fyra punkterna i systemet, antingen är mittpunkter på sidan mellan två hörn eller mittpunkter på sträckan mellan ett hörn och ortocentrum. Exempelvis är i {\displaystyle \triangle BCD} {\displaystyle M_{BC}}, {\displaystyle M_{BD}} och {\displaystyle M_{CD}} mittpunkter på sidorna, medan {\displaystyle M_{AB}}, {\displaystyle M_{AC}} och {\displaystyle M_{AD}} är mittpunkter på sträckorna från hörnen till ortocentrum, {\displaystyle A}.
Eftersom de fyra trianglarna delar niopunktscirkel och då niopunktscirkelns medelpunkt ligger på en triangels Eulerlinje innebär detta att Eulerlinjerna till de fyra trianglarna skär varandra i niopunktcirkelns medelpunkt (jämför figur 9).

### De omskrivna cirklarnas medelpunkter
Betrakta figur 3. Medelpunkten i niounktscirkeln till en triangel ligger på Eulerlinjen i mittpunkten mellan triangelns ortocentrum och dess omskrivna cirkels medelpunkt och således är den omskrivna cirkelns medelpunkt speglingen av ortocentrum i niopunktscirkelns medelpunkt. Då alla de fyra trianglar som kan bildas i det ortocentriska systemet delar niopunktscirkel, och därmed dennas medelpunkt {\displaystyle N}, kommer spegling av de fyra punkterna ({\displaystyle A}, {\displaystyle B}, {\displaystyle C} och {\displaystyle D}) i {\displaystyle N} att avbilda samma förhållande ({\displaystyle O_{A}}, {\displaystyle O_{B}}, {\displaystyle O_{C}} och {\displaystyle O_{D}}), men vridet 180° kring {\displaystyle N}.De båda systemen, det ursprungliga och det som bildas av de omskrivna cirklarnas medelpunkter till detta, delar således samma niopunktscirkel. Transformationen från det ursprungliga systemet till det system som utgörs av de omskrivna cirklarnas medelpunkter är sin egen invers, alltså en involution, eftersom en rotation med 180° utförd två gånger leder tillbaka till ursprungssystemet.

### De omskrivna cirklarnas radier
I figur 5 delas triangeln {\displaystyle \triangle ABC} i sex rätvinkliga deltrianglar av de tre höjderna genom dess ortocentrum {\displaystyle D}. Deltrianglarnas vinklar i {\displaystyle D} är {\displaystyle \alpha }, {\displaystyle \beta } och {\displaystyle \gamma } medan komplementvinklarna betecknas {\displaystyle \alpha ^{*}(=90^{\circ }-\alpha )}, {\displaystyle \beta ^{*}(=90^{\circ }-\beta )} respektive {\displaystyle \gamma ^{*}(=90^{\circ }-\gamma )}. Kvoten mellan diametern i den omskrivna cirkeln till {\displaystyle \triangle ABC} och diametern i den omskrivna cirkeln till {\displaystyle \triangle ABD} kan med hjälp av sinussatsen (och att {\displaystyle \sin(180^{\circ }-\phi )=\sin \phi }) skrivas:
{\displaystyle {\frac {d_{ABC}}{d_{ABD}}}={\frac {\frac {|{\overline {AB}}|}{\sin \angle ACB}}{\frac {|{\overline {AB}}|}{\sin \angle ADB}}}={\frac {\frac {|{\overline {AB}}|}{\sin(\gamma ^{*}+\beta ^{*})}}{\frac {|{\overline {AB}}|}{\sin(\gamma +\beta )}}}={\frac {\sin(\gamma +\beta )}{\sin(\gamma ^{*}+\beta ^{*})}}={\frac {\sin(\gamma +\beta )}{\sin(180^{\circ }-\gamma -\beta )}}={\frac {\sin(\gamma +\beta )}{\sin(\gamma +\beta )}}=1}
och således är radien i den omskrivna cirkeln till {\displaystyle \triangle ABC} lika med radien i den omskrivna cirkeln till {\displaystyle \triangle ABD}. På samma sätt visas att de omskrivna cirklarna till {\displaystyle \triangle ACD} och {\displaystyle \triangle BDC} har samma radie som den omskrivna cirkeln till {\displaystyle \triangle ABC}. Härmed har alltså visats att de omskrivna cirklarna till de fyra trianglarna med hörn i tre av de fyra punkterna i det ortocentriska systemet har samma radie.

### Summan av kvadraterna på avståndet mellan två punkter och på avståndet mellan de två övriga är lika med kvadraten på de omskrivna cirklarnas diameter
Betrakta triangeln {\displaystyle \triangle ABC} med ortocentrum i {\displaystyle D} i figur 6. Den omskrivna cirkeln (grön) har medelpunkt i {\displaystyle O_{D}} medan niopunktscirkeln (blå) har medelpunkt i {\displaystyle N}. {\displaystyle N} ligger mitt på Eulerlinjen mellan {\displaystyle D} och {\displaystyle O_{D}}. Eftersom mittpunkten {\displaystyle M_{AB}} på sidan {\displaystyle {\overline {AB}}}, mittpunkten {\displaystyle M_{CD}} på {\displaystyle {\overline {CD}}} och fotpunkten {\displaystyle E} till hörnet {\displaystyle C} på sidan {\displaystyle {\overline {AB}}} alla tre ligger på niopunktscirkeln och vinkeln {\displaystyle \angle M_{AB}EM_{CD}} är rät, följer av Thales sats att {\displaystyle {\overline {M_{AB}M_{CD}}}} är diameter i niopunktscirkeln och har mittpunkt i {\displaystyle N}. Således är {\displaystyle M_{CD}DM_{AB}O_{D}} en parallellogram vilket innebär att {\displaystyle |{\overline {M_{CD}D}}|=|{\overline {O_{D}M_{AB}}}|}. Förläng {\displaystyle {\overline {O_{D}M_{AB}}}} till en diameter (med längden {\displaystyle 2\cdot R} där {\displaystyle R} är den omskrivna cirkelns radie) så att den skär den omskrivna cirkeln i punkterna {\displaystyle K} och {\displaystyle L}. Enligt kordasatsen har vi då att 
{\displaystyle \left({\frac {|{\overline {AB}}|}{2}}\right)^{2}=|{\overline {AM_{AB}}}|\cdot |{\overline {M_{AB}B}}|=|{\overline {LM_{AB}}}|\cdot |{\overline {M_{AB}K}}|=(R-|{\overline {O_{D}M_{AB}}}|)\cdot (R+|{\overline {O_{D}M_{AB}}}|)=}
{\displaystyle =R^{2}-|{\overline {O_{D}M_{AB}}}|^{2}=R^{2}-|{\overline {M_{CD}D}}|^{2}=R^{2}-\left({\frac {|{\overline {CD}}|}{2}}\right)^{2}\Leftrightarrow }
{\displaystyle \Leftrightarrow |{\overline {AB}}|^{2}+|{\overline {CD}}|^{2}=4\cdot R^{2}=(2\cdot R)^{2}}.
På samma sätt visas att {\displaystyle |{\overline {AC}}|^{2}+|{\overline {BD}}|^{2}=(2\cdot R)^{2}} och {\displaystyle |{\overline {BC}}|^{2}+|{\overline {AD}}|^{2}=(2\cdot R)^{2}}.

### Tyngdpunkten för de fyra punkterna i ett ortocentriskt system ligger i den gemensamma niopunktscirkelns medelpunkt
I figur 6 ligger mittpunkten för punkterna {\displaystyle A} och {\displaystyle B} i {\displaystyle M_{AB}}, så att i stället för att placera vikten 1 i vardera av punkterna kan man placera vikten 2 i deras mittpunkt, {\displaystyle M_{AB}}, och på samma sätt kan man placera vikten 2 i {\displaystyle M_{CD}} som är mittpunkt mellan {\displaystyle C} och {\displaystyle D} i stället för att placera vikten 1 i vardera av dessa punkter (se artikeln Barycentriska koordinater). I föregående avsnitt visades att niopunktscirkelns medelpunkt, {\displaystyle N}, är mittpunkt på sträckan {\displaystyle {\overline {M_{AB}M_{CD}}}} och således kan hela vikten placeras i {\displaystyle N} och systemet fortsätta förbli balanserat. Alltså ligger tyngdpunkten för de fyra punkterna i ett ortocentriskt system i dess gemensamma niopunktscirkels medelpunkt.

### Trianglarnas tyngdpunkter
| Figur 7De fyra tyngdpunkterna ( T X : X ∈ { A , B , C , D } {\displaystyle T_{X}:X\in \{A,B,C,D\}} ) och de fyra Eulerlinjerna ( X T X ¯ {\displaystyle {\overline {XT_{X}}}} ) skära. Notera att \| X N ¯ \| = 3 ⋅ \| N T X ¯ \| {\displaystyle \|{\overline {XN}}\|=3\cdot \|{\overline {NT_{X}}}\|} . |  | Figur 8De fyra de Longchampspunkterna ( L X : X ∈ { A , B , C , D } {\displaystyle L_{X}:X\in \{A,B,C,D\}} ) och de fyra Eulerlinjerna ( X L X ¯ {\displaystyle {\overline {XL_{X}}}} ) skära. Notera att \| N L X ¯ \| = 3 ⋅ \| X N ¯ \| {\displaystyle \|{\overline {NL_{X}}}\|=3\cdot \|{\overline {XN}}\|} . Notera även att figuren i stort sett bara är en rotation av figur 7 180° kring niopunktscirkelns medelpunkt (lite andra färger, tillägg av de ljusgröna medelpunkterna för de omskrivna cirklarna och lite andra betckningar, men strukturen är i stort densamma, bortsett från rotationen). |
| Figur 7 De fyra tyngdpunkterna ({\displaystyle T_{X}:X\in \{A,B,C,D\}}) och de fyra Eulerlinjerna ({\displaystyle {\overline {XT_{X}}}}) skära. Notera att {\displaystyle \|{\overline {XN}}\|=3\cdot \|{\overline {NT_{X}}}\|}.                                                                         |  | Figur 8 De fyra de Longchampspunkterna ({\displaystyle L_{X}:X\in \{A,B,C,D\}}) och de fyra Eulerlinjerna ({\displaystyle {\overline {XL_{X}}}}) skära. Notera att {\displaystyle \|{\overline {NL_{X}}}\|=3\cdot \|{\overline {XN}}\|}. Notera även att figuren i stort sett bara är en rotation av figur 7 180° kring niopunktscirkelns medelpunkt (lite andra färger, tillägg av de ljusgröna medelpunkterna för de omskrivna cirklarna och lite andra betckningar, men strukturen är i stort densamma, bortsett från rotationen).                                                                         |

| Figur 9.De fyra Eulerlinjerna (skära) till de fyra trianglarna i det ortocentriska systemet A , B , C , D {\displaystyle A,B,C,D} . På linjerna är ortocentrum rött, niopunktscirkelns medelpunkt (som tillika är skärningspunkt mellan de fyra linjerna) ljusblå, tyngdpunkten mörkgrön, den omskrivna cirkelns medelpunkt ljusgrön och de Longchampspunkten mörkblå. Niopunktscirkeln för "ursprungssystemet" och det system som ortocentriska system som bildas av de omskrivna cirklarnas medelpunkter blå, för systemet bildat av de Longchampspunkterna mörkblå (med tre gånger större radie) och det system som bildas av tyngdpunkterna mörkgrönt (radien en tredjedel så stor). |  | Figur 10De in- och vidskrivna cirklarnas medelpunkter ( I {\displaystyle I} respektive E a {\displaystyle E_{a}} , E b {\displaystyle E_{b}} och E c {\displaystyle E_{c}} ) till triangeln △ A B C {\displaystyle \triangle ABC} bildar ett ortocentriskt system eftersom de inre och yttre bisektriserna möter varandra i rät vinkel (gula kvadrater) i triangelhörnen ( A {\displaystyle A} , B {\displaystyle B} och C {\displaystyle C} ). |
| Figur 9. De fyra Eulerlinjerna (skära) till de fyra trianglarna i det ortocentriska systemet {\displaystyle A,B,C,D}. På linjerna är ortocentrum rött, niopunktscirkelns medelpunkt (som tillika är skärningspunkt mellan de fyra linjerna) ljusblå, tyngdpunkten mörkgrön, den omskrivna cirkelns medelpunkt ljusgrön och de Longchampspunkten mörkblå. Niopunktscirkeln för "ursprungssystemet" och det system som ortocentriska system som bildas av de omskrivna cirklarnas medelpunkter blå, för systemet bildat av de Longchampspunkterna mörkblå (med tre gånger större radie) och det system som bildas av tyngdpunkterna mörkgrönt (radien en tredjedel så stor).               |  | Figur 10 De in- och vidskrivna cirklarnas medelpunkter ({\displaystyle I} respektive {\displaystyle E_{a}}, {\displaystyle E_{b}} och {\displaystyle E_{c}}) till triangeln {\displaystyle \triangle ABC} bildar ett ortocentriskt system eftersom de inre och yttre bisektriserna möter varandra i rät vinkel (gula kvadrater) i triangelhörnen ({\displaystyle A}, {\displaystyle B} och {\displaystyle C}).                                  |

En triangels tyngdpunkt ({\displaystyle T_{X}} i figur 7, indexet anger vilken av de fyra punkterna som är ortocentrum i triangeln i fråga, det vill säga {\displaystyle X\in \{A,B,C,D\}}) ligger på Eulerlinjen, liksom den omskrivna cirkelns medelpunkt (se ovan), och liksom för cirklarnas medelpunkter kan därför tyngdpunkterna för de fyra trianglarna konstrueras genom spegling i den för de fyra trianglarnas gemensamma niopunktscirkelns medelpunkt ({\displaystyle N}). Men, till skillnad från i fallet med de omskrivna cirklarna där avståndet mellan ortocentrum och cirkelns medelpunkt delades i proportionerna 1:1 av {\displaystyle N}, delar {\displaystyle N} sträckan mellan ortocentrum ({\displaystyle X}) och {\displaystyle T_{X}} i proportionerna 3:1. Detta leder till att {\displaystyle X} avbildas i {\displaystyle T_{X}} på motsatt sida om {\displaystyle N}, men bara på en tredjedel av avståndet. Således är det ortocentriska system som bildas av de fyra tyngdpunkterna vridet 180° i förhållande till det ursprungliga, men nerskalat till en tredjedel i storlek jämfört med detta och radiellt i relation till {\displaystyle N}.

### de Longchampspunkter
En triangels de Longchampspunkt ({\displaystyle L}) är speglingen av ortocentrum ({\displaystyle H}) i den omskrivna cirkelns medelpunkt ({\displaystyle O}). Eftersom ortocentrum och den omskrivna cirkelns medelpunkt båda ligger på triangelns Eulerlinje gör även de Longchampspunkten det och då niopunktscirkelns medelpunkt ({\displaystyle N}) ligger mitt emellan ortocentrum och den omskrivna cirkelns medelpunkt är:
{\displaystyle |{\overline {HN}}|+|{\overline {NL}}|=|{\overline {HL}}|=2\cdot |{\overline {HO}}|=4\cdot |{\overline {HN}}|\Rightarrow |{\overline {NL}}|=3\cdot |{\overline {HN}}|}
Transformationen från ursprungssystemet (punkterna {\displaystyle A}, {\displaystyle B}, {\displaystyle C} och {\displaystyle D}) till det system som utgörs av det förstnämndas Longchampspunkter (punkterna {\displaystyle L_{A}}, {\displaystyle L_{B}}, {\displaystyle L_{C}} och {\displaystyle L_{D}}) innebär således dels en rotation med 180° kring {\displaystyle N} och dels en uppskalning med faktorn 3 radiellt från {\displaystyle N}. Se figur 8.

### Transformationer av punkter på Eulerlinjerna
Betrakta figur 9. I denna figur avbildas de fyra (skära) Eulerlinjerna och de fyra (fem, om man inberäknar niopunktscirkelns centrum omkring vilket allting kretsar) uppsättningar av punkter (behandlade ovan). Dessa fyra uppsättnigar av punkter inkluderar de fyra punkter som ingår i det ursprungliga ortocentriska systemet (röda) och som en och en utgör ortocentrum för de fyra trianglar som bildas av de övriga tre punkterna, den för alla dessa fyra gemensamma niopunktscirkelns medelpunkt (ljusblå), de fyra medelpunkterna (ljusgröna) i de fyra omskrivna cirklarna till de fyra trianglarna, de fyra tyngdpunkterna (mörkgröna) till de fyra trianglarna samt de fyra de Longchampspunkterna (mörkblå) till dessa fyra trianglar.
Ovan har visats hur man kan transformera ett ortocentriskt system med hjälp av en rotation 180° kring niopunktscirkelns medelpunkt ({\displaystyle N}), eventuellt följd av en upp- eller nerskalning med en faktor tre radiellt från {\displaystyle N} vilket ger tre nya ortocentriska system med de fyra omskrivna cirklarnas medelpunkter, de fyra tyngdpunkterna eller de fyra de Longchampspunkterna. Låt {\displaystyle S} beteckna ursprungssystemet och {\displaystyle S_{X}} det system som bildas av transformationen {\displaystyle F_{X}}, så att
{\displaystyle F_{O}(S)=S_{O}} betecknar transformationen till de omskrivna cirklarnas medelpunkter (rotation 180°)
{\displaystyle F_{T}(S)=S_{T}} betecknar transformationen till tyngdpunkterna (rotation 180° plus nerskalning till en tredjedel radiellt från {\displaystyle N})
{\displaystyle F_{L}(S)=S_{L}} betecknar transformationen till de Longchampspunkterna (rotation 180° plus uppskalning med en faktor tre radiellt från {\displaystyle N})
Att två på varandra följande rotationer på 180° "återställer" systemets orientering och att först öka avstånden till tre gånger och sedan minska dem till en tredjedel, eller vice versa, "återställer" systemets dimensioner är trivialt. Vi har således:
{\displaystyle F_{O}(F_{O}(S))=F_{O}(S_{O})=S\Rightarrow F_{O}={F_{O}}^{-1}}
{\displaystyle F_{T}(F_{L}(S))=F_{T}(S_{L})=S\Rightarrow F_{L}={F_{T}}^{-1}} och
{\displaystyle F_{L}(F_{T}(S))=F_{L}(S_{T})=S\Rightarrow F_{T}={F_{L}}^{-1}},
det vill säga att {\displaystyle F_{O}} är sin egen invers medan {\displaystyle F_{T}} och {\displaystyle F_{L}} är inverser till varandra.

### In- och vidskrivna cirklar
| Figur 11.De fyra inskrivna cirklarna (vita) och de tolv vidskrivna cirklarna (röda till den röda deltriangeln, blå till den blå deltriangeln, gröna till den gröna deltriagnalen och orange till triangeln som bildas av dessa tre deltrianglar). Niopunktscirkeln gul.  |  | Figur 12 |
| Figur 11. De fyra inskrivna cirklarna (vita) och de tolv vidskrivna cirklarna (röda till den röda deltriangeln, blå till den blå deltriangeln, gröna till den gröna deltriagnalen och orange till triangeln som bildas av dessa tre deltrianglar). Niopunktscirkeln gul. |  | Figur 12 |

Se figur 10. Att de in- och vidskrivna cirklarnas medelpunkter ({\displaystyle I} respektive {\displaystyle E_{a}}, {\displaystyle E_{b}} och {\displaystyle E_{c}}) bildar ett ortocentriskt system beror på att de inre bisektriserna i {\displaystyle \triangle ABC} möter de yttre bisektriserna i rät vinkel. I den triangel som bildas av de vidskrivna cirklarnas medelpunkter ({\displaystyle \triangle E_{a}E_{b}E_{c}}) är således sträckorna {\displaystyle {\overline {E_{a}A}}}, {\displaystyle {\overline {E_{b}B}}} och {\displaystyle {\overline {E_{c}C}}} höjder till sidorna {\displaystyle {\overline {E_{b}E_{c}}}}, {\displaystyle {\overline {E_{a}E_{c}}}} respektive {\displaystyle {\overline {E_{a}E_{b}}}} och då dessa tre höjder skär varandra i {\displaystyle I} är {\displaystyle I} ortocentrum i {\displaystyle \triangle E_{a}E_{b}E_{c}}. De fyra punkterna {\displaystyle I}, {\displaystyle E_{a}}, {\displaystyle E_{b}} och {\displaystyle E_{c}} bildar således ett ortocentriskt system.
Notera att detta system är fristående från de system som beskrivits ovan och vars punkter ligger på Eulerlinjerna, då de in- och vidkrivna cirklarnas medelpunkter till en triangel (normalt − liksidiga och, i viss mån likbenta, trianglar utgör undantag) inte ligger på en sådan linje.
De fyra trianglarna i ett ortocentriskt system har vardera en inskriven cirkel och tre vidskrivna cirklar. Enligt Feuerbachs sats tangerar en triangels niopunktscirkel de in- och vidskrivna cirklarna och, då de fyra trianglarna i ett ortocentriskt system delar niopunktscirkel tangerar denna således de sammanlagt sexton in- och vidskrivna cirklarna (se figur 11).

## Sfäriska trianglar
Även för sfäriska trianglar finns en typ av ortocentriska system, men då de räta linjerna i plangeometrin ersatts av storcirklar i den sfäriska geometrin och då två storcirklar skär varandra i två punkter, har en sfärisk triangel två ortocentra. Betrakta den sfäriska triangeln {\displaystyle \triangle ABC} i figur 12. De tre höjderna {\displaystyle {\overline {AD}}}, {\displaystyle {\overline {BE}}} och {\displaystyle {\overline {CF}}} skär varandra dels i {\displaystyle G} och dels i {\displaystyle G'}.
Även för sfäriska ortocentriska system gäller att vilka tre punkter som helst av de fyra kan vara hörn i en sfärisk triangel vars ortocentrum ligger i den fjärde punkten. I figur 12 är utgångstriangeln {\displaystyle \triangle ABC} med ortocentrum i {\displaystyle G} (och {\displaystyle G'}), men att även, exempelvis, {\displaystyle A} är ortocentrum i {\displaystyle \triangle BCG} framgår av att de tre höjderna {\displaystyle {\overline {GD}}}, {\displaystyle {\overline {BF}}} och {\displaystyle {\overline {CE}}} skär varandra i {\displaystyle A} och {\displaystyle A'} (som är den andra skärningspunkten, antipoden till {\displaystyle A}, mellan de tre storcirklarna, dock ej markerad i figuren). På motsvarande sätt är {\displaystyle B} (och {\displaystyle B'}) ortocentrum till {\displaystyle \triangle ACG} och {\displaystyle C} (och {\displaystyle C'}) ortocentrum till {\displaystyle \triangle ABG}.